# Tetragnatha quasimodo
Tetragnatha quasimodo là một loài nhện trong họ Tetragnathidae.
Loài này thuộc chi Tetragnatha. Tetragnatha quasimodo được miêu tả năm 1992 bởi Gillespie.